# 馬鈴薯泥

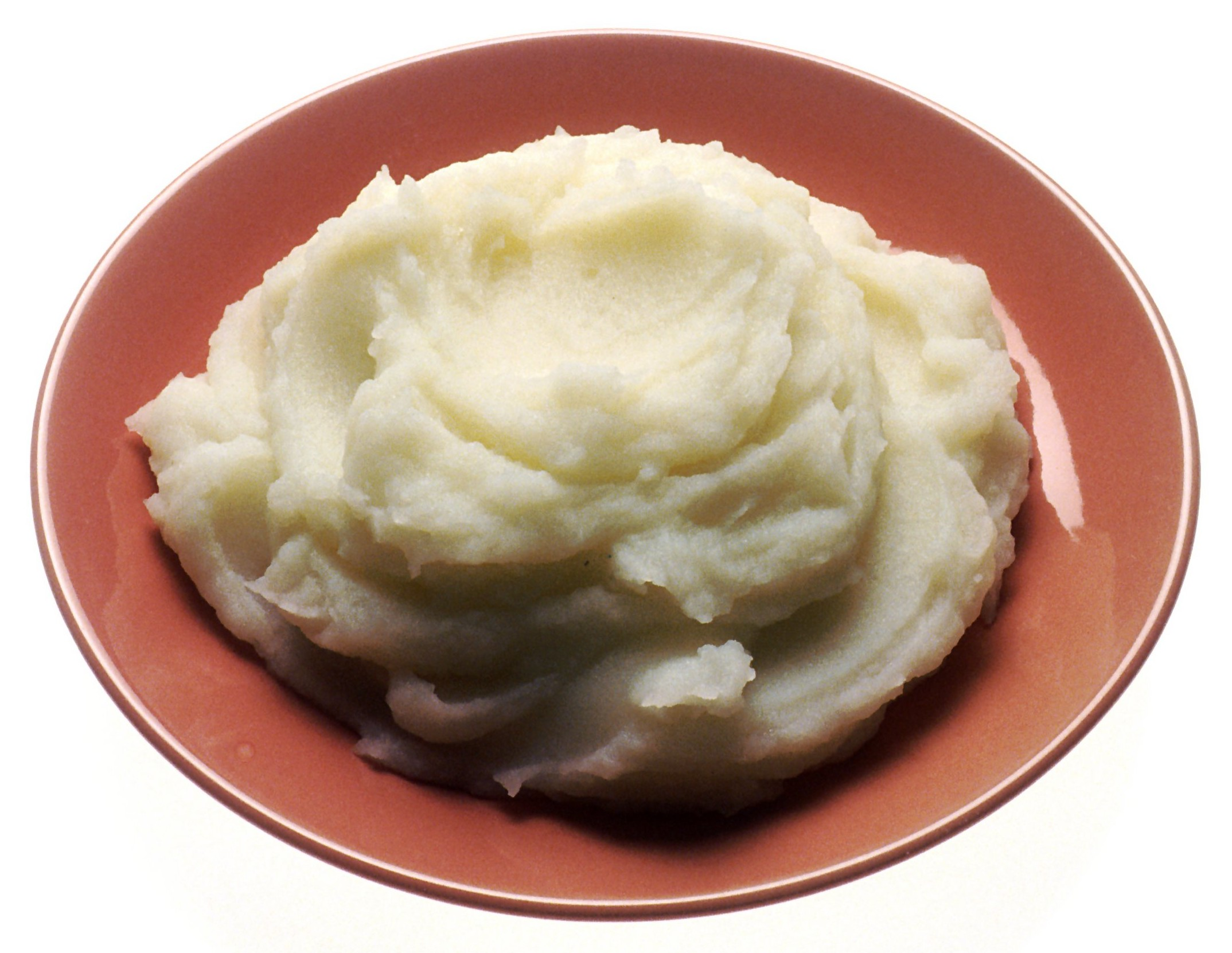
馬鈴薯泥

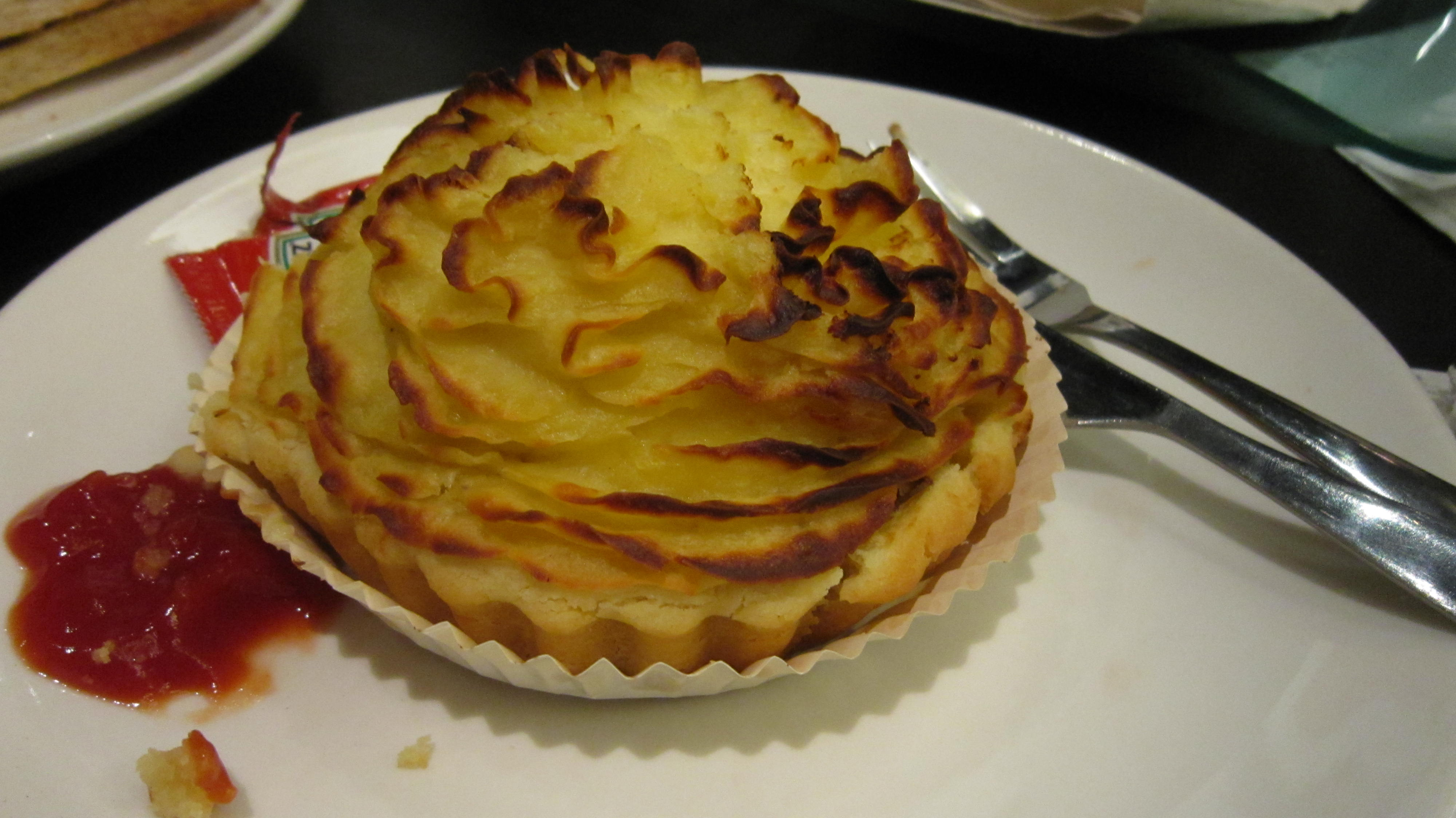
星巴克的蘑菇薯蓉批

薯蓉，是將煮好的馬鈴薯搗至泥狀，是歐美的常見食物。

## 配料
常用口感比较綿的馬鈴薯，当然口感不綿的馬鈴薯也是另一种口味。 馬鈴薯捣碎成泥后可加入各种配料和调料：牛奶、黄油、植物油、奶油、盐、胡椒粉等。常见的调料有大蒜，奶酪、培根粒、酸奶油、洋葱、青葱、芥末、香芹、迷迭香、芜菁、茴香等。常和香肠一起食用。

## 做法
馬鈴薯一般要去皮，然后放到水里煮。如果煮的时间过长，馬鈴薯中的直链淀粉会从细胞中游离出来，使馬鈴薯泥变粘。为了避免发生这种情况，可以把馬鈴薯切成小块来煮。因为如果用大块或整个馬鈴薯来煮，内外会受热不均匀，内部煮好，外部就煮“过”了。Heston Blumenthal建议在70 °C水中煮40分钟。也可将切片的馬鈴薯在沸水中煮熟（约10-12分钟）。不建议使用搅拌机，因为它会打破细胞，使直链淀粉游离出来。最好用壓粒器把馬鈴薯捣碎。其他配料一般在最后一步加入，加早了会影响捣碎馬鈴薯。
此外，現在市面上也有售賣可供即食的沖泡式馬鈴薯粉

## 舂洋芋
舂洋芋是雲南版本的馬鈴薯泥，用杵臼將蒸熟並去皮的馬鈴薯舂至產生黏性，拌入蔥、香菜和黃瓜等配料食用。